# Rogers Sports & Media

Logo de Rogers Sports & Media de 2020 à 2024

Rogers Sports & Media Inc (stylisé « ROGERS Sports&Media » et anciennement Rogers Media) est une sous-division de Rogers Communications qui regroupe les activités en télévision, radio et publications.

## Histoire
Les origines remontent à 1960 lors de l'acquisition de la station de radio CHFI-FM (en) à Toronto. Cette année-là, Ted Rogers s'associe avec les familles de John Bassett et de John David Eaton (collectivement "Baton"), ainsi que Joel Aldred, afin de former Baton Aldred Rogers Broadcasting Ltd., qui sera à l'origine du lancement de la station CFTO-TV le 1er janvier 1961. Aldred s'est retiré de la station en mars, et Rogers en 1970. Rogers lance aussi la station de radio CHFI sur la bande AM, qui deviendra CFTR en 1971 en l'honneur de Ted Rogers Sr..
En 1986, Rogers a acheté la station multiethnique torontoise CFMT-TV (en) (lancée en 1979), sur le bord de la faillite.
En 1989, Selkirk Communications (en) vend la majorité de ses propriétés à Maclean-Hunter. Lorsque Maclean-Hunter est acheté par Rogers en 1994, quelques stations de radio ont dû être revendues afin de respecter les règles sur la concentration des médias. Ces actifs sont acquis par Western International Communications (en) (WIC), Shaw Communications, Telemedia et Blackburn Radio (en).
En octobre 1998, Baton (devenu CTV Inc.), Molson, Rogers et Liberty lancent CTV Sportsnet. Lorsque CTV Inc. achète NetStar, le propriétaire de TSN en 2000, CTV Sportsnet est vendu à Rogers à l'été 2001, qui est devenu Rogers Sportsnet.
En juin 2007, CTVglobemedia achète CHUM Limited, et avait l'intention de se départir des stations régionales A-channel à Rogers. Le CRTC leur a plutôt ordonné de se départir des stations Citytv. CTVgm a conservé à chaîne d'information en continu CP24 associée à Citytv. En octobre 2001, Rogers lance la chaîne spécialisée CityNews Channel, qui sera en opération que durant un an et demi.
À l'été 2012, Rogers fait l'acquisition de la station ethnique CJNT-DT à Montréal, la convertissant en station affiliée au réseau Citytv. En attendant la décision du CRTC, des émissions du système Omni comblent les quotas de contenu ethnique. Rogers fournira cette programmation ethnique à CFHD-DT dès 2014.
En novembre 2013, Rogers signe un contrat exclusif de 12 ans avec la LNH pour 5,2 milliards de dollars qui prend effet dès l'automne 2014.
En juin 2024, Rogers signe des ententes avec NBCUniversal et Warner Bros. Discovery. En plus d'un portail de contenu en ligne, Rogers importera la marque Bravo en septembre, ainsi que HGTV et The Food Network en janvier 2025, s'accaparant des droits tenus par Corus Entertainment (HGTV, Food, etc.) et Bell Média (Discovery).

## Actifs détenus

### Télévision

#### Chaînes gratuites
- Citytv
  - Calgary, Alberta - CKAL
  - Edmonton, Alberta - CKEM
  - Montréal, Québec - CJNT
  - Regina, Saskatchewan - City Saskatchewan
  - Toronto, Ontario - CITY
  - Vancouver, Colombie-Britannique - CKVU
  - Winnipeg, Manitoba - CHMI
- OMNI Television
  - Calgary, Alberta - CJCO
  - Edmonton, Alberta - CJEO
  - Toronto, Ontario - CFMT, CJMT
  - Vancouver, Colombie-Britannique - CHNM

### Chaînes spécialisées
- CPAC - 41,4 %
- FX (Canada)
- FXX (Canada)
- OLN
- Sportsnet
- Sportsnet One
- Sportsnet 360
- Sportsnet World
- The Shopping Channel

### Anciennes chaînes spécialisées
- The Biography Channel Canada
- CityNews Channel
- G4 Canada - 66,67 %
- Viewers Choice - 24,95 %

### Télé communautaire
- Rogers TV
- TV Rogers

#### Studio de production
- Dome Productions - 50 %

### Radio
- Abbotsford (Colombie-Britannique) - CKQC
- Banff/Canmore (Alberta) - CHMN
- Calgary (Alberta) - CFAC, CFFR, CHFM, CJAQ
- Chilliwack (Colombie-Britannique) - CFUN, CKSR
- Dartmouth (Nouvelle-Écosse) - CFDR
- Edmonton (Alberta) - CHDI, CKER
- Fort McMurray (Alberta) - CKYX, CJOK
- Grande Prairie (Alberta) - CFGP
- Halifax (Nouvelle-Écosse) - CJNI
- Kingston (Ontario) - CIKR, CKXC
- Kitchener/Waterloo (Ontario) - CHYM, CIKZ, CKGL
- Lethbridge (Alberta) - CFRV, CJRX
- London (Ontario) - CHST
- Medicine Hat (Alberta) - CKMH
- Moncton (Nouveau-Brunswick) - CKNI
- North Bay (Ontario) - CHUM, CKAT, CKFX
- Ottawa/Smiths Falls (Ontario) - CHEZ, CISS, CIWW, CJET, CKBY
- Sault-Sainte-Marie (Ontario) - CHAS, CIRS, CJQM
- Saint-Jean (Nouveau-Brunswick) - CHNI
- Squamish (Colombie-Britannique) - CISQ
- Sudbury (Ontario) - CJRQ, CJMX
- Timmins (Ontario) - CJQQ, CKGB
- Toronto (Ontario) - CFTR, CHFI, CKIS, CJCL
- Vancouver (Colombie-Britannique) - CKLG, CKWX
- Vernon (Colombie-Britannique) - CKIZ
- Victoria (Colombie-Britannique) - CHTT, CIOC
- Whistler (Colombie-Britannique) - CISW
- Winnipeg (Manitoba) - CITI, CKY-FM

## Anciens actifs
En 2019 Rogers Media cède les 7 magazines qui lui restaient à St. Joseph Communications (en) pour un montant non dévoilé.

### Presse écrite et en ligne

#### Magazines
- L'Actualité
- L’actualité médicale
- L'actualité pharmaceutique
- Advisor's Edge
- Advisor's Edge Report
- Assurance
- AutoPLANT
- Avantages
- Benefits Canada
- Le Bulletin des agriculteurs
- Canadian Business
- Canadian Contractor
- Canadian Directory of Shopping Centres
- Canadian Grocer
- Canadian Healthcare Manager
- Canadian Insurance
- Canadian Investment Review
- Canadian Metalworking
- Canadian Packaging
- Canadian Printer
- CARDonline
- CCCA Magazine
- Coatings Magazine
- Cosmétiques
- Cosmetics
- Conseiller's
- Châtelaine (français)
- Chatelaine (anglais)
- Design Engineering
- The Directory of Restaurant & Fast Food Chains
- The Directory of Retail Chains
- Drugstore Canada
- Emballages, Les Nouvelles
- Enfants Quebec
- Flare
- Food In Canada
- Gestion Santé
- glow
- glow health
- Hardware Merchandising
- HPAC Magazine
- Hello! Canada
- LOU LOU (Anglais)
- LOU LOU (Français)
- Maclean's
- Marketing
- Materials Management & Distribution
- Mère Nouvelle
- The Medical Post
- Meetings & Incentive Travel
- Mon Enfant
- Monday Report on Retailers
- MoneySense
- National
- The National List of Advertisers
- On-Site
- Pharmacy Post
- Pharmacy Practice
- PLANT
- PLANT West
- Plastics in Canada
- Profit
- Purchasing b2b
- Pure
- Le Québec Industriel
- Québec Pharmacie
- Shopping Centre News’s
- Today's Parent
- Today’s Parent: Baby & Toddler
- Today’s Parent: Newborn
- Today’s Parent: Pregnancy
- Today’s Parent: Toronto
- URmagazine
- Working Well

#### Publications en ligne
- Advisor.ca
- CanadianManufacturing.com
- CanadianParents.com
- Conseiller.ca
- Frasers.com
- InstitutionalInvestmentNetwork.ca
- LeBulletinLaitier.com
- MeetingsCanada.com
- MonPortailPharmacie.ca
- SweetMama.ca
- SweetSpot.ca
- TeenFlare.com
- theScore.com

#### Autres
- Rogers Publishing Business Research Services